# Francesca Manieri
Francesca Manieri (Palestrina, 1979) è una sceneggiatrice italiana.

## Filmografia

### Cinema
- Il rosso e il blu, regia di Giuseppe Piccioni (2012)
- Passione sinistra, regia di Marco Ponti (2013) - soggetto
- La foresta di ghiaccio, regia di Claudio Noce (2014)
- Vergine giurata, regia di Laura Bispuri (2015)
- Veloce come il vento, regia di Matteo Rovere (2016)
- Nemiche per la pelle, regia di Luca Lucini (2016)
- Piccoli crimini coniugali, regia di Alex Infascelli (2017)
- Smetto quando voglio - Masterclass, regia di Sydney Sibilia (2017)
- Amori che non sanno stare al mondo, regia di Francesca Comencini (2017)
- Dove cadono le ombre, regia di Valentina Pedicini (2017)
- Smetto quando voglio - Ad honorem, regia di Sydney Sibilia (2017)
- Figlia mia, regia di Laura Bispuri (2018)
- Il primo re, regia di Matteo Rovere (2019)
- L'incredibile storia dell'Isola delle Rose, regia di Sydney Sibilia (2020)
- L'immensità, regia di Emanuele Crialese (2022)

### Televisione
- Il miracolo - serie TV (2018)
- We Are Who We Are – miniserie TV (2020)
- Luna Nera - miniserie Netflix (2020)
- Anna – serie TV (2021)
- Supersex (2024) [2]

## Premi e candidature
- David di Donatello[3]
  - 2017 - Candidata alla miglior sceneggiatura originale per Veloce come il vento
- Nastro d'argento[4][5]
  - 2013 - Candidata alla miglior sceneggiatura per Il rosso e il blu
  - 2017 - Candidata alla miglior sceneggiatura per Piccoli crimini coniugali
- Tribeca Film Festival[6]
  - 2015 - Premio Nora Ephron per Vergine giurata